# رادوساف بيتروفيتش
رادوساف بيتروفيتش (بالصربية: Радосав Петровић)‏ (مواليد 8 مارس 1989 في أوب) لاعب كرة قدم صربي يلعب حاليا لصالح نادي بارتيزان الصربي .

## روابط خارجية
- رادوساف بيتروفيتش على موقع الاتحاد الدولي (مؤرشف)  (الإنجليزية)
- رادوساف بيتروفيتش على موقع الاتحاد الأوربي (الإنجليزية)
- رادوساف بيتروفيتش على موقع اتحاد تركيا (لاعب) (الإنجليزية)
- رادوساف بيتروفيتش على موقع قاعدة بيانات كرة القدم.إي يو (الإنجليزية)
- رادوساف بيتروفيتش على موقع ناشيونال فوتبول تيمز (الإنجليزية)
- رادوساف بيتروفيتش على موقع Soccerbase.com (لاعب) (الإنجليزية)
- رادوساف بيتروفيتش على موقع Soccerway.com (الإنجليزية)
- رادوساف بيتروفيتش على موقع عالم كرة القدم.نت (الإنجليزية)
- رادوساف بيتروفيتش على موقع كووورة
- رادوساف بيتروفيتش على موقع AS.com (الإسبانية)